# Hans-Hermann Hoppe
Hans-Hermann Hoppe (Peine, 2 settembre 1949) è un economista tedesco naturalizzato statunitense, esponente della scuola austriaca di economia, filosofo e teorico politico anarcocapitalista. È Professore Emerito di economia all'Università del Nevada a Las Vegas (UNLV), Senior Fellow del Ludwig von Mises Institute e fondatore e presidente della Property and Freedom Society.

Firma di Hans-Hermann Hoppe

Hoppe si identifica come un libertario culturalmente conservatore. Alcune delle sue idee hanno suscitato polemiche tra suoi colleghi dell'UNLV. La sua convinzione che i proprietari di immobili abbiano il diritto di stabilire comunità private, dalle quali gli omosessuali e i dissidenti politici possono essere "fisicamente rimossi", si è rivelata particolarmente divisiva. Hoppe ha suscitato polemiche anche per il suo sostegno a limiti restrittivi sull'immigrazione.

## Biografia
Ha studiato filosofia, sociologia, storia ed economia all'Universität des Saarlandes di Saarbrücken e alla Goethe-Universität di Francoforte sul Meno. Ha ottenuto il dottorato evorosua Habilitation (sui fondamenti della sociologia e dell'economia) alla Goethe-Universität.
Nel 1986 ha lasciato la Germania per gli Stati Uniti, dove ha studiato sotto la guida di Murray N. Rothbard, vicino al quale è rimasto fino al gennaio 1995 (quando lo studioso statunitense è scomparso).
Ha poi insegnato in varie università tedesche e alla Johns Hopkins University negli Stati Uniti.
Attualmente Hoppe è professore di economia alla University of Nevada, con sede a Las Vegas, è Distinguished Fellow del Ludwig von Mises Institute e, fino al dicembre 2004, è stato direttore del Journal of Libertarian Studies del medesimo istituto.
Autore di molti libri e articoli altamente discussi, egli ha sviluppato una difesa dei diritti di proprietà della tradizione libertarian che muove dall'etica dell'argomentazione, così come è stata sviluppata da Jürgen Habermas (che fu relatore di Hoppe al tempo della tesi di dottorato) e Karl-Otto Apel. Nel 2005 ha fondato Property and Freedom Society.

## Il pensiero
Seguendo le orme del suo maestro Murray N. Rothbard, col quale lavorò per dieci anni negli Stati Uniti, concentra la sua teoria sull'anarcocapitalismo e sul fallimento dell'istituzione Stato.
In Democracy: The God That Failed, 2001 (trad. it. Democrazia. Il dio che ha fallito), critica aspramente le democrazie moderne e la democrazia in sé. Attraverso un paragone tra le democrazie occidentali e le monarchie ereditarie, giunge alla conclusione, a suo dire sostenuta da dati, della maggiore efficienza delle monarchie rispetto alle democrazie, termini di crescita economica e sociale: considera quindi la monarchia il minore tra i due mali. La democrazia sarebbe categoricamente incompatibile con la proprietà privata, e il potere democraticamente conferito allo Stato (cioè a voto di maggioranza) di tassare (espropriare), redistribuire i beni, e regolamentare arbitrariamente il libero scambio sarebbe il maggior ostacolo alla prosperità economica e al benessere umano. In una monarchia queste caratteristiche maligne dell'istituzione Stato si manifesterebbero in grado minore, in quanto lo Stato monarchico non avrebbe bisogno di drenare risorse per sostenere il proprio consenso democraticamente, e il governante sarebbe interessato al valore di lungo periodo del proprio capitale (la proprietà dello Stato), e non al suo sfruttamento di breve periodo, come un curatore a tempo (il governante democraticamente eletto) invece fa.
Inoltre, la selezione della classe dirigente, nella democrazia, condurrebbe ad avere persone vieppiù peggiori al posto di comando, in quanto tale selezione premierebbe persone dalle qualità morali inferiori, rispetto a quanto accade nella monarchia, dove il titolo è ereditario, e quindi non c'è selezione deteriore, ma solo casualità.
Ogni democrazia, dato sufficiente tempo, evolverebbe necessariamente, secondo Hoppe, prima nella socialdemocrazia e poi nel socialismo, per ragioni strutturali.
Più in generale, l'accettazione universale del principio democratico (e quindi della legittimità dell'esproprio, della redistribuzione e del godimento di beni non guadagnati attraverso il libero scambio) sarebbe un errore concettuale responsabile del declino morale e materiale del mondo contemporaneo e oscurerebbe le reali potenzialità del genere umano nel suo insieme.
In accordo con la teoria anarcocapitalista, Hoppe sostiene l'instaurazione di un ordine sociale che lui reputa non-coercitivo, un regime anarcocapitalista basato sul rispetto della proprietà privata. La secessione di città o regioni da Stati più grandi andrebbe incoraggiata, in quanto primo passo di un processo che porti come traguardo finale alla "secessione individuale", alla abolizione cioè dello Stato (come definito da Hoppe) e alla nascita di una società basata solo su quelle che Hoppe definisce transazioni volontarie. In tale società non ci sarebbero tasse, ma solo contratti liberamente sottoscritti in regime di libero mercato. Il 'collante' di tale società non sarebbe la coercizione statale, ma la consapevolezza di ciascuno dei vantaggi che ricava dalla collaborazione col prossimo e degli svantaggi di comportamenti antisociali che lo allontanano dalla possibilità di collaborazione e lo rendono indifeso. Nella pratica Hoppe ritiene che le funzioni di base di uno Stato (protezione dell'incolumità fisica e della proprietà dei cittadini, funzione di giudice nel risolvere le controversie) abbiano una natura assicurativa e che quindi in una società senza Stato verrebbero spontaneamente assunte da agenzie assicurative private in competizione fra loro.
Sicuramente degna di nota è la teoria in tema di immigrazione del filosofo tedesco, teoria che va in contrasto col resto del mondo libertario. Secondo Hoppe libera immigrazione e libero scambio sarebbero categoricamente diversi tra loro: mentre il libero scambio avrebbe carattere contrattuale (per ogni merce che è spedita c'è un ricevente che la ha richiesta), la libera immigrazione sarebbe priva di questa caratteristica, dal momento che di norma avviene senza esplicito invito da parte di un proprietario del luogo che si assuma la responsabilità dell'agire dell'ospite. Quindi la posizione libertaria coerente non sarebbe l'accettazione di entrambi, ma il rifiuto della libera immigrazione (senza invito) e l'accettazione del libero scambio.